# Periseius plumosus
Periseius plumosus är en spindeldjursart som beskrevs av Wolfgang Karg 1994. Periseius plumosus ingår i släktet Periseius och familjen Ologamasidae. Inga underarter finns listade i Catalogue of Life.